# Motygino
Motygino (in russo Мотыгино?) è un insediamento di tipo urbano della Russia asiatica, situato nel Territorio di Krasnojarsk. È il centro amministrativo del distretto Motyginskij.
Si trova sulla riva destra del fiume Angara, 260 km a nord-est di Krasnojarsk e 128 km a est di Lesosibirsk.